# Дейзі Кеньйон
«Дейзі Кеньйон» (англ. Daisy Kenyon) — американська мелодрама режисера Отто Премінджера 1947 року. За однойменним романом Елізабет Джейнуей.

## Сюжет
Нью-Йорк, Грініч-Віллідж. Художниця Дейзі Кеньйон працює в журналі моди — коханка знаменитого адвоката Дена О'Мара, одруженого чоловіка і батька двох дітей. Вона більше не хоче з ним одружуватися й часом думає, що їх любов остаточно залишилася в минулому. Іноді вона говорить про це Дену, але той відмовляється вірити.
Вона знайомиться з Пітером — солдатом, який до війни малював кораблі. Пітер насилу намагається знайти рівновагу в цивільному житті; його дружина загинула п'ять років тому. Він пропонує Дейзі шлюб, і вона погоджується, побачивши у цьому, в першу чергу, хороший привід порвати нестійкі стосунки з Деном. Вони проводять медовий місяць в котеджі на березі моря. Ночами він часто бачить кошмари, в яких до нього повертаються спогади про військові дні і про загиблу дружину.
Дейзі повертається на роботу в Нью-Йорк. Ден відмовляється визнати свою поразку. Він приходить до Дейзі додому і намагається знову оволодіти нею силою. Дейзі б'є його по обличчю. Повернувшись до себе, Ден дзвонить їй і просить пробачення: в його житті є тільки вона. Його дружина підслуховує розмову і вирішує негайно розлучитися. Вона загрожує оголосити на суді, що Дейзі зруйнувала їхній шлюб, якщо чоловік не віддасть їй дітей. Ден запитує у Дейзі у присутності Пітера, чи погодиться вона давати показання. Пітер надає можливість дружині самій ухвалити рішення і воліє відійти в сторону, чого Дейзі не розуміє. Вона погоджується виступити на процесі, але Ден перериває слухання, щоб позбавити її скандалу. Він бере всю провину на себе.

## У ролях
- Джоан Кроуфорд — Дейзі Кеньйон
- Дена Ендрюс — Ден О'Мара
- Генрі Фонда — Пітер Лефем
- Рут Воррік — Люсіль О'Мара
- Марта Стюарт — Мері Анджелос
- Пеггі Енн Гарнер — Розамунда О'Мара
- Конні Маршалл — Марі О'Мара
- Ніколас Джой — Коверлі
- Арт Бейкер — адвокат Люсіль